# لیتیوم (ترانه)
«لیتیوم» ترانه‌ای از گروهٔ موسیقی راک آمریکایی اونسنس می‌باشد که در دومین آلبوم استودیویی گروه تحت عنوان درب باز قرار دارد و در ۴ دسامبر سال ۲۰۰۶ توسط وایند-آپ رکوردز به‌عنوان دومین تک‌آهنگ آلبوم منتشر شده‌است.